# Discosauriscidae
De Discosauriscidae zijn een familie van uitgestorven tetrapoden, behorend tot de seymouriamorpha. Ze leefden in het Vroeg-Perm (ongeveer 290 - 275 miljoen jaar geleden) en hun overblijfselen zijn gevonden in Europa en Azië.

## Naamgeving
De familie Discosauriscidae werd in 1947 benoemd door Alfred Sherwood Romer om plaats te bieden aan sommige vormen van amfibieën uit het Paleozoïcum met kenmerken die vergelijkbaar zijn met die van reptielen, waaronder Discosauriscus en Letoverpeton (nu beschouwd als een synoniem van Discosauriscus).

## Beschrijving
Discosauriscidae werden tien tot twintig centimeter lang.
Net als grote salamanders werden deze dieren gekenmerkt door een aquatisch larvenstadium; ze zijn voornamelijk bekend van larven die waren uitgerust met uitwendige kieuwen. Volwassen exemplaren moeten meer landbewonend zijn geweest. Discosaurisciden kunnen worden gedefinieerd als basale tetrapoden met een kort preorbitaal gebied van de schedel, ronde of ovale oogkassen die zich voornamelijk in de voorste helft van de schedel bevinden, een brede en diepe otische inkeping en ovale of ronde ventrale schubben (Klembara, 2005).

## Fylogenie
Momenteel worden discosaurisciden beschouwd als behorend tot de seymouriamorfen, een raadselachtige groep tetrapoden uit het Perm, met kenmerkende wervels en vaak gelokaliseerd in de buurt van de oorsprong van de reptielen. Ze worden beschouwd als het taxon dat het dichtst bij het geslacht Seymouria staat (de meest afgeleide seymouriamorf). De geslachten Discosauriscus, Ariekanerpeton, Makowskia en Spinarerpeton worden aan de familie toegeschreven. Deze groep werd lange tijd beschouwd als leden van de reptielen, maar sommige recente analyses hebben uitgewezen dat het basale tetrapoden zijn (Vallin en Laurin, 2004; Marjianovic en Laurin, 2009).

## Geslachten
- Ariekanerpeton
- Discosauriscus
- Makowskia
- Spinarerpeton